# Timothy Dupont
Pour les articles homonymes, voir Dupont ou Dupond.
Timothy Dupont, né le 1er novembre 1987 à Gand, est un coureur cycliste professionnel belge. Il est membre de l'équipe Tarteletto-Isorex.

## Carrière
Après deux ans au sein de Jong Vlaanderen, Timothy Dupont est recruté en 2012 par Bofrost-Steria. Il remporte cette année-là le championnat de Belgique élite sans contrat. 
En 2013, il obtient une vingtaine de victoires, ce qui lui permet d'être recruté par l'équipe continentale Roubaix Lille Métropole l'année suivante. 
Sa  première saison dans la formation française  est rendue difficile par des douleurs aux jambes, dues à une chute en mars lors de Kuurne-Bruxelles-Kuurne et pour lesquelles il doit se faire opérer en fin d'année. Il obtient néanmoins plusieurs places honorifiques lors de courses disputées en France et en Belgique.
En 2015, il se classe troisième de la Route Adélie de Vitré au printemps puis gagne deux étapes du Tour Alsace durant l'été. À la fin de l'année il signe un contrat avec l'équipe continentale belge Verandas Willems.
En 2016, il gagne la deuxième étape des Trois jours de Flandre-Occidentale et le classement par points de cette course. Quelques jours plus tard il remporte la Nokere Koerse puis trois étapes du Tour de Normandie. Durant l'été il s'adjuge le Grand Prix de la ville de Pérenchies au sprint devant son ancien coéquipier Rudy Barbier et la Flèche du port d'Anvers. Il passe également en vainqueur la ligne d'arrivée du Championnat des Flandres où il s'offre le luxe de dépasser le colombien Fernando Gaviria dans les derniers hectomètres de l'épreuve.
Au mois d'août 2017 il termine quatrième du Grand Prix de la ville de Zottegem.
Au deuxième semestre 2018, il se classe huitième du Circuit Mandel-Lys-Escaut au mois d'août et remporte la Coupe Sels quelques jours plus tard.
Au mois de juillet 2019, il termine quatrième du Grand Prix Pino Cerami remporté par le Français Bryan Coquard sous une chaleur caniculaire.

## Palmarès sur route

### Par années
- 2010
  - Grand Prix de la ville de Geel
- 2011
  - Grand Prix d'Affligem
  - 2e de la Flèche de Gooik
  - 3e du Circuit du Pays de Waes
- 2012
  -  Champion de Belgique élites sans contrat
  - 4e étape du Tour de Liège
  - 3e du Circuit du Houtland
- 2013
  - Deux Jours du Gaverstreek :
    - Classement général
    - 2e étape

  - 3e et 5e étapes du Tour de Bretagne
  - 2e du Tour du Loir-et-Cher
  - 2e du Prix national de clôture
- 2014
  - 2e de la Mosselkoers
- 2015
  - 2e et 4e étapes du Tour Alsace
  - 2e du Circuit du Houtland
  - 2e du Grote Prijs Dr. Eugeen Roggeman
  - 3e de la Route Adélie de Vitré
  - 3e de l'Izegem Koers

- 2016

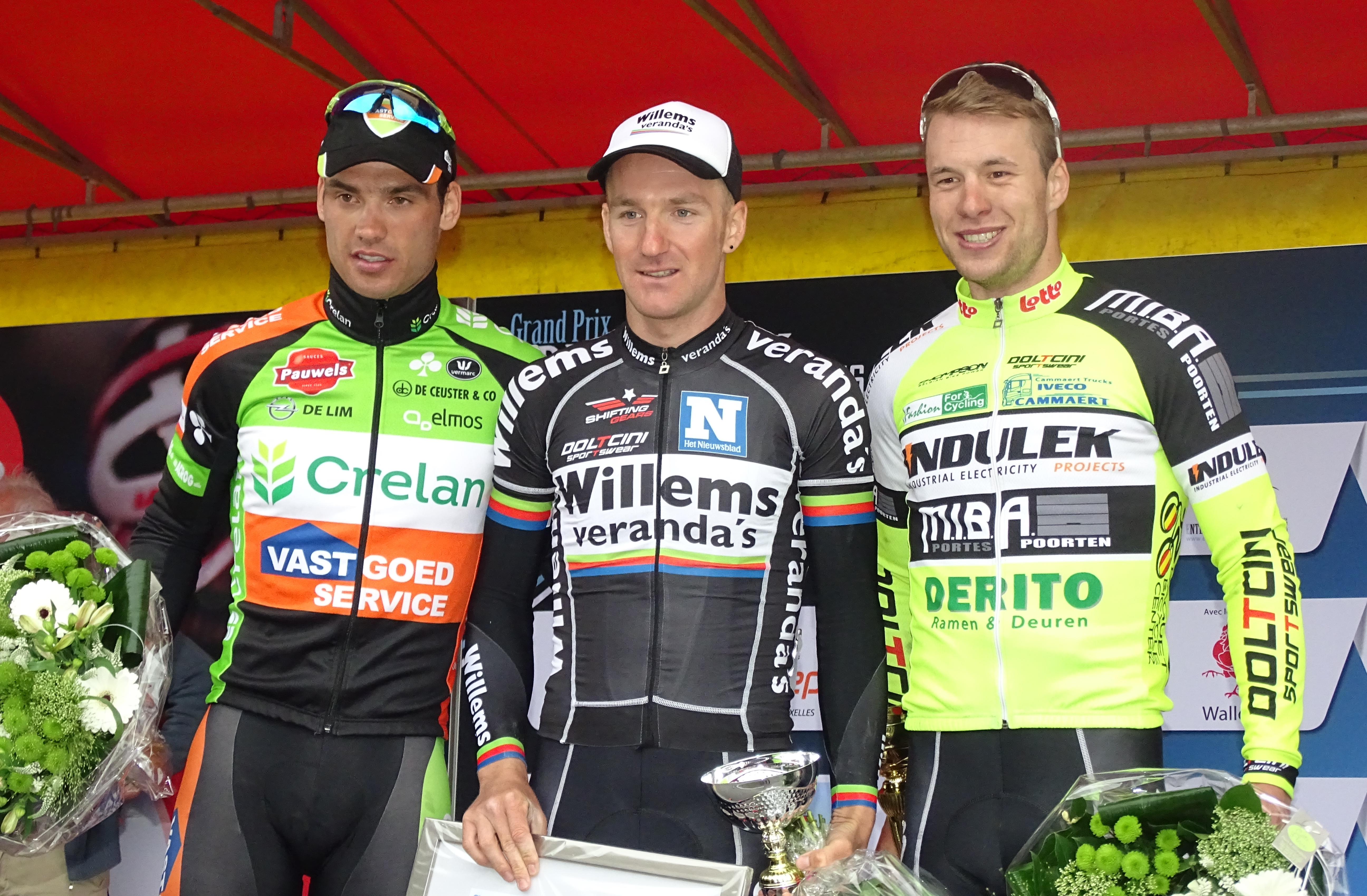
Podium de l'édition 2016 du Grand Prix Criquielion : Timothy Stevens (2e), Timothy Dupont (1er) et Rob Leemans (3e).

  - Vainqueur de la Coupe de Belgique
  - 2e étape des Trois jours de Flandre-Occidentale
  - Nokere Koerse
  - 1re, 3e et 6e étapes du Tour de Normandie
  - À travers les Ardennes flamandes
  - Grand Prix Criquielion
  - Mémorial Philippe Van Coningsloo
  - Grand Prix de la ville de Pérenchies
  - 1re, 2e et 4e étapes du Tour d'Alsace
  - Heusden Koers
  - Flèche du port d'Anvers
  - Flèche côtière
  - Championnat des Flandres
  - Zwevezele Koers
  - 2e du Grand Prix de la ville de Zottegem
  - 2e de la Coupe Sels
  - 2e du Grand Prix Impanis-Van Petegem
  - 2e du Grote Prijs Dr. Eugeen Roggeman
  - 2e du Prix national de clôture
  - 2e de l'UCI Europe Tour
  - 3e du Tour du Limbourg
  - 3e de la Gooikse Pijl
- 2017
  - Grand Prix Jef Scherens
  - Grand Prix Briek Schotte
  - 3e du Prix national de clôture
- 2018
  - Vainqueur de la Coupe de Belgique
  - Coupe Sels
  - 3e de la Clásica de Almería
  - 3e du Grand Prix Jef Scherens
  - 3e du Circuit du Houtland
  - 3e de l'UCI Europe Tour
- 2019
  - 1re étape du Tour de Wallonie
  - 2e du Trofeo Palma
  - 2e du championnat de Belgique sur route
  - 2e de la Coupe Sels
  - 2e du Circuit Mandel-Lys-Escaut
  - 3e du Grand Prix de Denain
  - 3e du Grand Prix Jef Scherens
  - 3e de l'Antwerp Port Epic
  - 3e de Gooikse Pijl
- 2020
  - 2e du Grand Prix Jean-Pierre Monseré
  - 3e du Grand Prix d'Isbergues
- 2021
  - 2e étape de l'Étoile de Bessèges
  - 2e de la Ruddervoorde Koerse
  - 3e du Grand Prix Jean-Pierre Monseré
  - 3e du Circuit du Houtland
  - 5e de la Classic Bruges-La Panne
- 2022
  - 2e étape du ZLM Tour
  - 3e du Dorpenomloop Rucphen
- 2023
  - 2e étape du Tour de Grèce
  - 1re et 8e étapes du Tour du lac Qinghai
  - 4e étape du Tour d'Istanbul
  - 2e de la Puivelde Koerse
  - 2e du Grote Prijs Gemeente Kortemark
  - 3e de la Gullegem Koerse
  - 3e du Grand Prix Raf Jonckheere
- 2024
  - 1re étape du Tour d'Antalya
  - 2e du Grand Prix Jean-Pierre Monseré
- 2025
  - Heusden Koers
  - 3e du Circuit du Pays de Waes

### Résultats sur les grands tours

#### Tour de France
1 participation
- 2018 : 131e

### Classements mondiaux
| Année                                 | 2010 | 2011 | 2012 | 2013 | 2014 | 2015 | 2016 | 2017 | 2018 | 2019 | 2020 | 2021 | 2022 | 2023 | 2024 |
| ------------------------------------- | ---- | ---- | ---- | ---- | ---- | ---- | ---- | ---- | ---- | ---- | ---- | ---- | ---- | ---- | ---- |
| Classement mondial                    |      |      |      |      |      |      | 30e  | 111e | 61e  | 51e  | 206e | 137e | 244e | 240e | 294e |
| UCI Europe Tour                       | 120e | 480e | 129e | 40e  | 925e | 69e  | 2e   | 23e  | 3e   | 39e  | 171e | 117e | 199e | nc   | nc   |
|                                       |      |      |      |      |      |      |      |      |      |      |      |      |      |      |      |
| Légende : nc = non classéSource : UCI |      |      |      |      |      |      |      |      |      |      |      |      |      |      |      |

## Palmarès en VTT
- 2018
  -  Champion de Belgique de beachrace
- 2019
  -  Médaillé d'argent du championnat d'Europe de beachrace
- 2021
  -  Champion de Belgique de beachrace
- 2022
  -  Médaillé d'argent du championnat d'Europe de beachrace